# Trey Kell
George Earl Kell III (San Diego, California, 5 de abril de 1996) es un baloncestista estadounidense, con nacionalidad siria, que pertenece a la plantilla de los Illawarra Hawks de la National Basketball League (Australia). Con 1,93 metros de estatura, juega en la posición de escolta.

## Trayectoria deportiva
Jugó cuatro temporadas con los Aztecs de la Universidad Estatal de San Diego y tras no ser elegido en el Draft de la NBA de 2018, el 31 de julio de 2018 firmó su primer contrato profesional con el KK Igokea de la Liga de baloncesto de Bosnia y Herzegovina. 
Tras una lesión en la rodilla, el escolta americano fue dado de baja y, tras su recuperación, se unió al Moncton Magic de la NBL Canadá a mitad de temporada. En las filas del conjunto canadiense, fue nombrado MVP de las Finales cuando al derrotar al St. John's Edge en el partido final con 41 puntos, 9 rebotes, 6 asistencias y 3 robos.
En septiembre de 2019 firmó con los Eastern Long Lions de la ASEAN Basketball League. En tres partidos, Kell promedió 31,3 puntos, 8,3 rebotes, 5 asistencias, 1 robo y 1 bloqueo por partido. Dejó el equipo el 4 de enero de 2020.
El 11 de enero de 2021 firmó con Stal Ostrów Wielkopolski de la Polska Liga Koszykówki. En las filas del conjunto polaco, con el que ganó la liga, promedió 16,43 puntos en 21 partidos disputados. También, jugaría 7 partidos de Eurocup en los que promedia 14,71 puntos.
El 14 de julio de 2021, fichó por Pallacanestro Varese de la Lega Basket Serie A, la máxima categoría del baloncesto italiano.
El 4 de enero de 2022 firma por el Olimpia Milano de la Lega Basket Serie A, la máxima categoría del baloncesto italiano. Equipo con el que ganó el campeonato.
El 15 de julio de 2022, firma por el South East Melbourne Phoenix de la National Basketball League (Australia).
El 31 de julio de  2023 firma con los Adelaide 36ers también de la NBL australiana.
El 21 de febrero de 2024 firmó con el Bahçeşehir Koleji de la Basketbol Süper Ligi (BSL) turca.
El 28 de junio de 2024 regresa a Australia para firmar con los Illawarra Hawks. Al término de la temporada es elegido en el mejor quinteto de la competición, y consiguieron el título de la NBL.

## Selección nacional
Es internacional absoluto con la selección de baloncesto de Siria, con la que debutó en 2020 en los encuentros clasificatorios para el Campeonato FIBA Asia.